# Produktsicherheitsgesetz (Deutschland)
Das Produktsicherheitsgesetz (ProdSG) nimmt in Deutschland Regelungen zu den Sicherheitsanforderungen von technischen Arbeitsmitteln und Verbraucherprodukten vor. Es wurde am 27. Juli 2021 neu gefasst.

## Produktsicherheitsgesetz
Das ProdSG gilt gemäß § 1 Satz 1, „wenn im Rahmen einer Geschäftstätigkeit Produkte auf dem Markt bereitgestellt, ausgestellt oder erstmals verwendet werden.“
Eine Markteinführung ist gemäß § 3 nur dann erlaubt, „wenn es bei bestimmungsgemäßer oder vorhersehbarer Verwendung die Sicherheit und Gesundheit von Personen nicht gefährdet“.
Die Ermächtigungen in § 8 erlaubt den Erlass von spezialisierten  Sicherheitsverordnungen, mit denen EU-Richtlinien oder Einfuhrverbote für gefährliche Produkte (15. ProdSV) umgesetzt werden.
Das Gesetz besteht aus 29 Paragrafen in sieben Abschnitten.
- In Abschnitt 2 werden die „Voraussetzungen für die Bereitstellung von Produkten“ sowie deren Aufstellen zu Werbezwecken beschrieben, § 7 behandelt CE-Kennzeichnung
- Die Abschnitte 3 und 4 beschreiben die Rollen und Befugnisse von Behörden und Konformitätsbewertungsstellen und das Notifizierungsverfahren.
- Abschnitt 5 behandelt das GS-Zeichen als freiwillige Kennzeichnung zusätzlich zum CE-Zeichen, in § 20 werden die Anforderungen genannt
- Abschnitt 6 beschreibt die Marktüberwachung und die Rolle der Bundesanstalt für Arbeitsschutz und Arbeitsmedizin und des Ausschusses für Produktsicherheit
- die Bußgeldvorschriften § 28 im Abschnitt 7 wurden gegenüber GPSG verschärft

## Neuregelung im Jahr 2021
Die vorherigen Regelungen zu überwachungsbedürftigen Anlagen (z. B. Dampfkessel, Druckgeräte, Tankstellen, Anlagen in explosionsgefährdeten Bereichen und Aufzugsanlagen) wurden aus dem Produktsicherheitsgesetz in ein neues, eigenständiges Gesetz über überwachungsbedürftige Anlagen (ÜAnlG) überführt. Dieses Gesetz regelt die Sicherheit von Anlagen während des Betriebs, während das Produktsicherheitsgesetz nunmehr nur das Inverkehrbringen, d. h. die Bereitstellung auf dem Markt, regelt. Ziel der Neuregelung war u. a. auch die Anpassung an die seit dem 16. Juli 2021 unmittelbar geltende EU-Marktüberwachungsverordnung 2019/1020.

## Vorläufer: GPSG
Das Geräte- und Produktsicherheitsgesetz (GPSG) löste am 1. Mai 2004 in Deutschland aufgrund des Gesetzes zur Neuordnung der Sicherheit von technischen Arbeitsmitteln und Verbraucherprodukten vom 9. Januar 2004 (BGBl. I S. 2, ber, S. 219) das frühere Produktsicherheitsgesetz vom 22. April 1997 (BGBl. I S. 934) und das Gerätesicherheitsgesetz (GSG) vom 24. Juni 1968 (BGBl. I S. 717) ab. Damit wurde die europäische Richtlinie über die allgemeine Produktsicherheit in nationales Recht umgesetzt. Mit der Neufassung des Produktsicherheitsgesetzes (ProdSG) vom 8. November 2011 (BGBl. I S. 2179, ber. BGBl. I S. 131) wurden insgesamt 13 EWG- und EG-Richtlinien und ein EP-Beschluss (Nr. 768/2008/EG) umgesetzt.

### Übersicht
Das GPSG regelte in Deutschland gemäß § 1 Satz 1 „das Inverkehrbringen und Ausstellen von Produkten, das selbständig im Rahmen einer wirtschaftlichen Unternehmung erfolgt“, sowie gemäß § 1 Satz 2 auch „die Errichtung und den Betrieb überwachungsbedürftiger Anlagen, die gewerblichen oder wirtschaftlichen Zwecken dienen oder durch die Beschäftigte gefährdet werden können“, unbeschadet der Ausnahmen, die in weiteren Absätzen dieser Artikel erwähnt wurden.
Nach § 4 des Gesetzes durfte ein Produkt nur in den Verkehr gebracht werden, wenn es so beschaffen war, dass bei bestimmungsgemäßer Verwendung oder vorhersehbarer Fehlanwendung Sicherheit und Gesundheit von Verwendern oder Dritten nicht gefährdet wurden.
Weitere 24 Paragraphen enthalten genauere Bestimmungen und verwaltungsmäßige Handhabungsvorschriften.
Das Gesetz sah für Hersteller und Händler umfassende Informations- und Identifikationspflichten vor (§ 6 ProdSG). Jedes Produkt musste eindeutig seinem Hersteller zuzuordnen sein, außerdem musste der Verbraucher über alle möglichen Gefährdungen seiner Sicherheit, die sich aus dem Gebrauch oder der vorhersehbaren Falschanwendung ergeben, hinreichend aufgeklärt werden. Produkte, deren übermäßig mangelnde Sicherheit offiziell festgestellt wurde, mussten vom Markt genommen werden.
§ 6 CE-Kennzeichnung
Wurden die Rechtsverordnungen nach § 3 oder andere Rechtsvorschriften, die eine CE-Kennzeichnung vorsehen und die Voraussetzungen der Absätze 2 bis 5 eingehalten, dann durfte ein Produkt nur in den Verkehr gebracht werden, wenn dieses, seine Verpackung oder ihm beigefügte Unterlagen mit der CE-Kennzeichnung versehen waren.
Eine Übersicht der Rechtsvorschriften siehe im Folgenden unter Verordnungen nach dem GPSG.
§ 7 des Gesetzes enthielt eine spezielle nationale Regelung, die es Herstellern ermöglichte, Produkte mit dem GS-Zeichen zu versehen, die bisher von dieser Möglichkeit ausgeschlossen gewesen waren.
Nach § 8 Abs. 2 des GPSG hatten die zuständigen Marktaufsichtsbehörden eine wirksame Überwachung des Inverkehrbringens von Produkten sowie der in den Verkehr gebrachten Produkte auf der Grundlage eines Überwachungskonzepts zu gewährleisten. Deshalb hatten nach § 8 Abs. 3 des GPSG die zuständigen obersten Landesbehörden die Koordinierung der Überwachung des Inverkehrbringens von Produkten sowie der in den Verkehr gebrachten Produkte, die Entwicklung und Fortschreibung eines Überwachungskonzepts und die Vorbereitung länderübergreifender Maßnahmen zur Abwendung erheblicher Gefahren sicherzustellen.
Im Gegensatz zum alten Produktsicherheitsgesetz sah das GPSG auch Sanktionen vor: Geldstrafen (§ 39) bis zu 3.000 Euro bei minderen und 30.000 Euro bei schweren bzw. wiederholten Verstößen und bei vorsätzlicher oder fahrlässiger Schädigung des Verbrauchers durch eine Vernachlässigung der Pflichten aus dem GPSG sogar bis zu einem Jahr Freiheitsstrafe (§ 20) drohten dem nachlässigen Hersteller oder Händler.
Neben der Produktsicherheit regelte das GPSG mit besonderen Verordnungen auch das Inverkehrbringen verschiedener Waren, die besondere Sicherheitseigenschaften erfüllen müssen (Maschinen, Spielzeuge, Sportboote, Elektrische Anlagen in explosionsfähiger Atmosphäre u. a.). Damit wurde eine Grundlage geschaffen, um den Warenverkehr über harmonisierte Sicherheitsanforderungen in der EU zu fördern.
Aus dem Geräte- und Produktsicherheitsgesetz folgen auch grundlegende Bestimmungen zu überwachungsbedürftigen Anlagen, deren Errichtung und Betrieb im Wesentlichen in der Betriebssicherheitsverordnung geregelt sind.

## Nachgeordnete Verordnungen zur Umsetzung von EU-Richtlinien
Im GPSG/ProdSG ist eine Reihe von Europäischen Richtlinien in deutsches Recht umgesetzt worden. Die meisten Richtlinien wurden aufgrund von Ermächtigungen nach § 3 GPSG bzw. § 8 ProdSG durch die unten genannten Verordnungen umgesetzt. Die nachgeordneten Rechtsverordnungen werden nicht-amtlich als Produktsicherheits-Verordnungen (ProdSV) bezeichnet und wurden durchnummeriert. Der Vollständigkeit halber werden in der Tabelle auch nicht mehr gültige und umbenannte Verordnungen mit ihren Nummern aufgelistet. Zur Sortierung dienen Nummern aus dem Anhang I der Verordnung (EU) 2019/1020 und die EU Sektor Nummer.
| Anhang I #, Name der Verordnung | nicht-amtlich           | Sektor+Richtlinie              | EU-Richtlinie                                                  |
| --- | ----------------------- | ------------------------------ | -------------------------------------------------------------- |
| 54. Verordnung über elektrische Betriebsmittel                                                                                       | 1. ProdSV               | 20.Niederspannungs RL          | Richtlinie 2014/35/EU                                          |
| 29. Verordnung über die Sicherheit von Spielzeug                                                                                     | 2. ProdSV               | 3.Spielzeuge                   | Richtlinie 2009/48/EG                                          |
| Lärm am Arbeitsplatz, aufgehoben durch LärmVibrationsArbSchVEinfV                                                                    | 3. GPSGV                |                                | Richtlinie 86/188/EWG                                          |
| Schutzaufbautenverordnung in Maschinenverordnung integriert                                                                          | 4. GPSGV                |                                |                                                                |
| kraftbetriebene Flurförderfahrzeuge in Maschinenverordnung integriert                                                                | 5. GPSGV                |                                |                                                                |
| 48. Verordnung über einfache Druckbehälter                                                                                           | 6. ProdSV               | 7.pressure vessels             | Richtlinie 2014/29/EU                                          |
| 63. Gasverbrauchseinrichtungs VO -> Gesetz zur Durchführung der Verordnung (EU) 2016/426                                             | 7. GPSGV -> GasgeräteDG | 16.Gasgeräte                   |                                                                |
| 62. Verordnung über das Inverkehrbringen von persönlichen Schutzausrüstungen -> Gesetz zur Durchführung der Verordnung (EU) 2016/425 | 8. GPSGV -> PSA-DG      | 4.persönliche Schutzausrüstung |                                                                |
| 19. Maschinenverordnung | 9. ProdSV               | 9.Maschinen                    | Richtlinie 2006/42/EG abgelöst durch Verordnung (EU) 2023/1230 |
| 46. VO über Sportboote und Wassermotorräder                                                                                          | 10. ProdSV              | 25.Recreational crafts         | Richtlinie 2013/53/EU                                          |
| 53. Explosionsschutzprodukteverordnung                                                                                               | 11. ProdSV              | 13.ATEX Explosionsschutz       | Richtlinie 2014/34/EU                                          |
| 52. Aufzugsverordnung | 12. ProdSV              | 10.Lifts                       | Richtlinie 2014/33/EU                                          |
| 04. Aerosolpackungsverordnung | 13. ProdSV              | 6.Aerosolpackungen             | Richtlinie 2008/47/EG                                          |
| 57. Druckgeräteverordnung | 14. ProdSV              | 7.Druckgeräte                  | Richtlinie 2014/68/EU                                          |
| Verordnung über das Verbot der Einfuhr, des Inverkehrbringens und des Bereitstellens von Himmelslaternen auf dem Markt               | 15. ProdSV              |                                |                                                                |
| 12. Geräte- und Maschinenlärmschutzverordnung                                                                                        | 32. BImSchV             | 12.Maschinenlärmschutz         | Richtlinie 2000/14/EG                                          |

Einige Europäischen Richtlinien wurden durch Spezialgesetze umgesetzt:
- Medizinprodukte 93/42/EWG + Verordnung (EU) 2017/745  = Medizinproduktegesetz (MPG)
- Aktive implantierbare medizinische Geräte 90/385/EWG[9] = Medizinproduktegesetz (MPG)
- Verordnung (EU) 2017/746 über In-vitro-Diagnostika = Medizinprodukterecht-Durchführungsgesetz (MPDG)
- Schiffsausrüstung 96/98/EG[10] = Schiffssicherheitsgesetz (SchSG) / Schiffssicherheitsverordnung (SchSV)